# غافس
غافس (بالألمانية: Rafz) هي إحدى بلديات مقاطعة بولاخ في كانتون زيورخ في سويسرا. تبلغ مساحتها 10.74 كيلومتر مربع، ويقدر عدد سكانها بـ 4483 نسمة (حسب تعداد ديسمبر 2017).